# Благодат (християнство)
Благодат, в западната християнска теология, е „любовта и милостта, дадена ни от Бога, защото Бог иска да я имаме, не непременно, защото сме направили всичко, за да я заслужим“. Това не е създадена субстанция, от който и да е вид. „Благодат е ползата, безплатната и незаслужена помощ, която Бог ни дава, за да отговорим на призива му да станем Божии чада, осиновени синове, участници в божественото естество и на вечния живот.“ Благодатта се разбира от християните като спонтанен дар от Бога за хората: „щедър, безплатен и напълно неочакван и незаслужен“, под формата на божествено благоволение, любов, милосърдие и дял в божествения живот на Бога.